# Ленинградский высший художественно-технический институт
Вы́сший худо́жественно-техни́ческий институ́т (сокр. ВХУТЕИН) — названия трёх высших художественных учебных заведений:
1. 1922—1930 — в Петрограде/Ленинграде, на базе Петроградских высших государственных художественно-технических мастерских в здании Императорской Академии художеств
2. 1926—1930 — в Москве, на базе ВХУТЕМАСа. Располагался в Доме Юшкова. Архитектурно-художественный институт имени Брюсова.

С 2014 года в Санкт-Петербурге располагается в историческом здании Главного управления Уделов на Моховой, 40. «ВХУТЕИН» был возрожден Санкт-Петербургским Союзом дизайнеров и получил государственную лицензию и аккредитацию образовательных программ от Минобра РФ.

## ВХУТЕИН в Петрограде / Ленинграде
Высшее художественное училище при Императорской Академии художеств в Санкт-Петербурге в 1918 году было преобразовано в Петроградские государственные свободные художественно-учебные мастерские (ПГСХУМ), в 1921 году переименованы в Петроградские высшие государственные художественно-учебные мастерские (ВХУТЕМАС).
В 1930 году московский ВХУТЕИН был закрыт, а вместо него были образованы Московский архитектурный институт, Московский государственный академический художественный институт (которому позднее было присвоено имя В. И. Сурикова) и Московский полиграфический институт (ныне — Московский государственный университет печати).
На базе ленинградского ВХУТЕИНа-ЛВХТИ в апреле 1930 года был организован Институт пролетарских изобразительных искусств (ИНПИИ), в 1932 году преобразованный в Институт живописи, скульптуры и архитектуры.

## История
В Петрограде осенью 1918 года в бывшей Императорской Академии художеств также был объявлен прием для всех желающих в Петроградские государственные свободные художественно-учебные мастерские. Тогда же состоялись выборы профессоров — руководителей мастерских. Ими стали академические художники А. Т. Матвеев, А. А. Рылов, А. И. Савинов, Л. В. Шервуд. Были избраны и представители «левых»: А. А. Андреев, Н. И. Альтман, позднее — М. В. Матюшин, В. Е. Татлин. Представители «революционного авангарда», естественно, были недовольны присутствием в свободных мастерских академических художников старой школы. По их настоянию на заседании Совета Академии в ноябре 1921 г. обсуждался вопрос «О включении левых течений в искусстве в план работы Академии». Были подготовлены два проекта резолюции, один, от имени левых художников представил В. Е. Татлин, второй, от остальных — архитектор А. Е. Белогруд. Большинством голосов приняли вторую резолюцию, и в решении записали: «Организационный план учебной жизни Академии художеств, имеющий целью дать высшее художественное образование, не может быть поставлен в зависимость от каких-либо течений или направлений в искусстве. Новые проблемы, выдвигаемые течениями или направлениями в искусстве, могут быть предметом изучения лишь в исследовательских институтах или мастерских».
Таким образом, в Петрограде на первых порах «левым» преградили путь в новое учебное заведение, слишком сильны были традиции старой художественной школы. Однако, в марте 1922 года произошло слияние Петроградских свободных художественно-учебных мастерских (на базе бывшей Академии художеств), бывшего Центрального Училища технического рисования барона Штиглица и Рисовальной школы Общества Поощрения художеств (окончательно Общество упразднили в 1930 г.). В образовавшемся в результате слияния новом учебном заведении — Высшем художественно-техническом учебном заведении (ВХТУЗ) — в противоположность старой школе провозгласили «научно-объективный метод преподавания», призванный устранить «господство того или другого направления и существование индивидуальных приемов преподавания искусства». Объявлялось также, что в отличие от старого буржуазного искусства новое должно «органически войти в индустрию», для чего и «новая школа должна базироваться на индустриально-производственном принципе» (см. «производственное искусство»). Поэтому, наряду с подготовительным и основным отделением (с преподаванием научных и художественных дисциплин) планировалась организация производственных факультетов: строительного, силикатного, деревообделочного, текстильного, металлического и полиграфического. Кроме этого создали индивидуальные художественные мастерские с руководителями — представителями новейших течений в искусстве (по два от каждого). На переходный период сохранялось «три направления: академическое, центральное и новое». Тем не менее, старое название — Академия художеств — сохранялось, действовал Президиум Академии, 9 мая 1921 года тайным голосованием прошли выборы преподавателей факультетов и среди избранных оказались традиционные художники: Н. П. Богданов-Бельский, О. Э. Браз, А. Я. Головин, М. В. Добужинский, Д. Н. Кардовский, З. Е. Серебрякова. Из авангардистов в списке были только Н. И. Альтман и К. С. Петров-Водкин. В. Е. Татлин и М. В. Матюшин по итогам голосования в состав преподавателей не прошли. Но уже в августе решено было создать новое учебное заведение — Петроградские высшие государственные художественно-технические мастерские (ВХУТЕМАС) с общим подготовительным отделением и четырьмя факультетами: архитектурным, живописным, скульптурным и полиграфическим. Затем, в сентябре 1922 года властью было предписано организовать петроградские мастерские по образцу уже действовавшего московского ВХУТЕМАСа. Ректором петроградского ВХУТЕМАСа был назначен скульптор Василий Львович Симонов (1879—1960), членами правления — К. С. Петров-Водкин, В. А. Денисов, А. Е. Карев, С. С. Серафимов. 12 сентября приняли новое название — Петроградский высший художественно-технический институт (ВХУТЕИН). Ректор В. Л. Симонов хлопотал перед советской властью о сохранении наименования и структуры Академии художеств, но неизменно получал отказ. Однако на протяжении своего существования, вплоть до закрытия в 1930 году, внутри института, в письменных документах и устной речи пользовались привычным «Академия художеств».

### Руководство
Ректоры Ленинградского Высшего художественно-технического института (ЛВХТИ) по году назначения:
- 1919 — Эрнест Яковлевич Штальберг[1].
- 1922 — Андрей Евгеньевич Белогруд.
- 1922 — Василий Львович Симонов.
- 1925 — Эдуард Эдуардович Эссен.
- 1929 — Федор Афанасьевич Маслов.

## Современный ВХУТЕИН
В 2014 году Санкт-Петербургским Союзом дизайнеров инициирована программа воссоздания ВХУТЕИН. В современных реалиях упор сделан на возрождение ленинградской школы дизайна и её развитие в XXI веке. Институт прошел государственную аккредитацию и получил бессрочную лицензию на осуществление образовательной деятельности. Название и логотип ВХУТЕИН — художественно-технический институт прошли процедуру патентирования. «Новый» ВХУТЕИН располагается в историческом здании Главного управления Уделов на Моховой, 40, в историческом центре Санкт-Петербурга. Почти 6.000 м². занимают учебные классы, проектные мастерские, швейное производство и новейшие студии цифрового дизайна. Ректором института назначена почётный работник высшего профессионального образования РФ, д.п.н., профессор Татьяна Васильевна Ляшенко.